# Museo del Salvamento Marítimo
El Museo del Salvamento Marítimo es una antigua estación de salvamento de náufragos situada en el puerto de San Felíu de Guixols (Gerona, España), construida en el siglo XIX y catalogada como Bien Cultural de Interés Local.
Actualmente es subsede del museo de Historia de San Felíu de Guixols, dedicada al salvamento marítimo.

## Descripción
El edificio fue inaugurado en 1890. Construido a 13 m sobre el nivel del mar domina los puertos de l'Abric y de Calasanç. Con paredes de ladrillo se construyó un edificio que consta de planta baja, dividida en dos naves, una de 6 x 14 m y la otra de 4 x 14 m, y una planta superior o torre más pequeña, edificada sobre el ángulo de levante. Esta caseta alberga el bote salvavidas "Miquel de Boera" con su carro para varar (bendecidos en 1898), una sala de reuniones decorada con sencillez y elegancia, despacho de secretaría, archivo con toda la documentación de la Junta, varios útiles de salvamento, tablas de instrucciones en varios idiomas, instrumentos ópticos, caja con telégrafo internacional de señales y un departamento con camas para albergar los náufragos.
Exteriormente destaca el juego de columnas adosadas en la planta baja, dando relevancia al edificio, la torre coronada con una veleta.

## Historia
El edificio está situado en la punta de los Guíxols, también llamado Fortim o Salvamento, un espolón que divide la bahía en dos puertos naturales y que lo convierte en un emplazamiento histórico, ligado a la defensa y protección de la ciudad. Hay asentamientos íberos del s. V aC, y fue en el s. VII cuando se formó la leyenda de santo Feliu el Africano, según la cual el mártir cristiano fue lanzado al mar desde la cima de la punta de los Guíxols. En 1354 San Felíu era puerto y calle de Gerona, y en 1443 se constituyó un Consulado del Mar.
A finales del siglo XIX se constituyó una Junta Local de Salvamento de Náufragos basada en el voluntariado para socorrer marineros y pescadores. El 1886 se constituyó como filial de la "Sociedad Española de Salvamento de Náufragos" y promovió la construcción de la estación de salvamento con embarcaciones y equipamientos de rescate.
El 1936 se construyó, justo al lado, un emplazamiento de ametralladoras que se utilizó como refugio civil durante los bombardeos. A partir del 1940, el salvamento de náufragos quedó en manos de la Armada, y a partir del 1971 de la Cruz Roja del Mar. La estación de salvamento no se siguió utilizando debido a su altitud sobre el mar.